# کریس کانون
کریستوفر بلک کانون (Christopher Black Cannon) (متولد ۲۰ اکتبر ۱۹۵۰)، سیاستمدار آمریکایی است که سابقاً به عنوان عضوی از مجلس نمایندگان ایالات متحده برای حزب جمهوری‌خواه خدمت نمود و از حوزه انتخابیه سوم یوتا از ۱۹۹۷ تا ۲۰۰۹ میلادی نمایندگی کرد.
او در سالت لیک سیتی یوتا متولد شد و در دانشگاه بریگم یانگ (BYU) و همچنین مدرسه حقوق جی. ریوبن کلارک از BYU شرکت کرد. او از ۱۹۸۰ تا ۱۹۹۶ میلادی وکیل، مالک تجارت و فعال سرمایه‌دار بود که موجب میلیونر شدن وی شد. سایر شغل‌های او شامل دستیار حقوقی برای وزارت داخله ایالت متحده از ۱۹۸۴ تا ۱۹۸۶ میلادی، رئیس امور مالی حزب جمهوری‌خواه یوتا از ۱۹۹۲ تا ۱۹۹۴ میلادی بود. در ۲۴ ژوئن ۲۰۰۸ میلادی، او در انتخابات حزب جمهوری‌خواه برای انتخاب گزینه اول در حوزه انتخابیه سوم از جیسون چیفیتس، رئیس نیروی انسانی فرماندار آن زمان یوتا، جان هانتسمن جونیور شکست خورد.

## خانواده
کریس کانون بخشی از خانواده شناخته شدهٔ کانون از یوتا است. برادر او جو رئیس حزب جمهوری‌خواه ایالتی بوده و به عنوان ویرایشگر ارشد «دزرت نیوز» در نوامبر ۲۰۰۶ میلادی بود. او سومین عضو از خانواده بود که در خانه نمایندگان خدمت نمود، اما اولین عضو رأی دهنده بود. پدر بزرگ او جورج کیو. کانون عضو غیر رأی دهنده خانه نمایندگان از ۱۸۷۳ تا ۱۸۸۱ میلادی بود، در حالی که یوتا هنوز یک قلمرو بوده و پسرش فرانک کانون اولین سناتور ایالتی و همچین از نمایندگان غیر رأی دهنده بود.

## حرفه کنگره‌ای
کانون در ۱۹۹۶ میلادی کاندیدای جمهوری‌خواه در حوزه سوم یوتا بود که علیه نماینده دموکرات آن زمان بیل اورتون رقابت کرد، کسی که توانست کرسیش را برای سه دوره پیاپی (هم با حاشیه‌های نسبتاً بزرگ)، با وجود تم جمهوری‌خواهی سنگین آن حفظ کند. با این حال در این زمان وضعیت حزبی آن حوزه به سمتی رفت که مقابله با آن برای اورتون سخت شد و کانون او را با چهار امتیاز شکست داد. او هیچگاه با انتخابات عمومی دیگری به آن نزدیکی مواجه نشد و پنج بار مجدداً انتخاب گردید.
کانون اولین بار در ۱۹۹۹ میلادی در سطح ملی مورد توجه قرار گرفت، هنگامی که به عنوان عضوی از کمیته فرعی قضایی و قوانین مدیریتی، یکی از ۱۳ مدیر خانه نمایندگان بود که پرونده بیل کلینتون رئیس‌جمهور در دادگاه استیضاح سنای ایالات متحده را مدیریت کرد.
کانون را رئیس کمیته فرعی قانون مدیریتی و تجاری در آغاز کنگره ۱۰۸م در ژانویه ۲۰۰۳ نامیدند و از ۲۰۰۷ تا ۲۰۰۹ میلادی به عنوان جمهوری‌خواه عالی مقام آنجا خدمت کرد. همچنین او در کمیته فرعی قضایی دادگاه‌ها، اینترنت و مالکیت فکری خدمت کرد.
همچنین کانون عضوی از کمیته اصلاحات خانه دولت بود. او در کمیته فرعی قضایی جرایم، سیاست‌های دارویی و منابع انسانی و همچنین امور تنظیمی خدمت کرد. همچنین کانون عضوی از کمیته منابع خانه نمایندگان بود که در کمیته‌های فرعی انرژی، منابع معدنی، جناگل و سلامتی جنگل‌ها خدمت نمود.
کانون در ۲۰۰۰ انجمن حزبی کنگره برای مبارزه و کنترل متامفتامین را مشترکاً تأسیس نمود که نزدیک ۱۳۰ عضو از هردو حزب سیاسی عمده در ۲۰۰۸ میلادی را دربرداشت.
کانون در ژانویه ۲۰۰۱ میلادی دیوید صفویان را به عنوان رئیس نیروی انسانی استخدام کرد. صفویان در ۱۶ مه ۲۰۰۰ میلادی در اداره خدمات عمومی گماشته شد. صفویان در سپتامبر ۲۰۰۵ میلادی در رابطه با پرونده فساد جک ابراموف دستگیر شد و در ژوئن ۲۰۰۶ میلادی در رابطه با چهار مورد تبهکاری محکوم گردید.
کانون در ۲۰۰۳ میلادی به عنوان رئیس انجمن حزبی غربی پر نفوذ انتخاب شد که سازمانی با بیش از ۵۰ عضو کنگره بود که بر روی مشکلات مدیریت منابع کار می‌کردند.
او حامی مالی مشترک HR 2043 بود، مقننه‌ای که برای حوزه کلمبیا نماینده با حق رأی ارائه می‌نمود. همچنین این بودجه کرسی کنگره‌ای دیگری را برای یوتا به ارمغان می‌آورد.

## کمپین‌ها و چالشگران
کانون از محافظه‌کارانه‌ترین اعضای خانه نمایندگان بود. او رتبه ۹۶ را در سراسر عمر خود از اتحادیه محافظه‌کاران آمریکایی داشت. این مسئله موجب شگفتی نیست، چرا که او به عنوان نماینده یکی از جمهوری‌خواه‌ترین حوزه‌های کشور ظاهر گشت. رئیس‌جمهور بوش ۷۷ درصد آرا را در این حوزه در ۲۰۰۴ میلادی کسبنمود که دومین رتبه از نظر درصد برای یک حوزه انتخابیه کنگره خارج تگزاس بود. با این حال طی سه تا از آخرین انتخابات، با رقبای اصلی که دست راست او بودند مواجه گشت.

### ۲۰۰۴
کانون در ۲۰۰۴ میلادی، رقیب جمهوری خواهش مت تروکمورتون را با کسب ۵۸٫۴ درصد آرا شکست داد، در رقابتی که مسئله اصلی ایجاد کننده تفرقه بین نامزدان سیاست مهاجرتی بود. سپس او رقیب دموکراتش بیو بابکا را با ۶۳٪–۳۳٪ آرا در رقابت نوامبر شکست داد. کانون بیش از ۶۰۰٬۰۰۰ دلار را برای شکست تروکمورتون و بابکا خرج کرد. تروکمورتون ۸۴٬۰۰۰ دلار جمع کرد؛ بابکا ۳۵٬۰۰۰ دلار خرج نمود. عدم تعادل در مخارج تا حدی با مخارج گروه‌های اصلاحگر مهاجرینی که به کانون از طریق بیلبوردها، تبلیغات و وبسایت‌ها حمله می‌کردند برابر می‌کرد، گرچه که اینها از رقیب دموکراتش حمایت نمی‌کردند.

### ۲۰۰۶

#### اولیه
کانون در پنج انتخاب گزینه‌های اولیه با یکی از همکاران جمهوری‌خواهش با مخالفت مواجه گشته و پیروز شد، اما در ۲۰۰۶ میلادی مخالفت‌ها شدیدتر شدند. در اکتبر ۲۰۰۵ میلادی، بساز و بفروش میلیونر جان دی. جیکوب اعلان کرد که علیه کانون در ۲۰۰۶ میلادی شرکت خواهد کرد. در مه ۲۰۰۶ میلادی، در کنوانسیون جمهوری‌خواهی ایالت، جیکوب کانون را با برنده شدن ۵۲ درصدی در مقابل ۴۸ درصدی آراء شگفت زده کرد، نتیجه‌ای که برای پنج دوره تصدی شوک آور بود. جیکوب که ۶۰ درصد آراء جذب کرده بود، نامزدی را برد و حرفه کانون را به خط پایان رساند. «تیم آمریکا پک»، PACی برای قوانین سرسختانه مهاجرت اختصاص یافت که ۵۰ هزار دلار در کمپین تبلیغات رادیویی خرج شد که در آن به کانون برای دیدگاه‌هایش در رابطه با مهاجرت حمله شد («رأیی برای جان جیکوب، رأیی برای پاک کردن افتضاحات مهاجرتی بود که کریس کانون کمک به ایجاد آن کرده بود»).
انتخابات گزینه اولیه جمهوری‌خواهان در ۲۷ ژوئن ۲۰۰۶ میلادی برگزار شد. نظرسنجی‌ها رقابت تنگاتنگی را پیش‌بینی می‌کردند. با این حال کانون ۳۲٬۳۰۶ رأی (۵۵٫۸٪) و جیکوب ۲۵٬۵۸۹ رأی (۴۴٫۲٪) را کسب نمود.

#### انتخابات عمومی
کانون با این رقبا مواجه گشت: کریس باریج دموکرات که دادستان حقوق مصرف‌کنندگان و همچنین فارغ‌التحصیل مدرسه حقوق دانشگاه بریگهام یانگ در نوامبر و همچنین جیم نورلندر (حزب قانون اساسی) و فیل هالمن (حزب لیبرتارین). کانون در انتخابات عمومی ۹۲٬۶۲۱ رأی (۵۸٪)، باریج ۵۱٬۳۹۶ رأی (۳۲٪)، نورلندر ۱۴٬۱۱۶ رأی (۹٪) و هالمن ۱٬۹۹۸ رأی (۱٪) را کسب نمود.‏ ۵۸ درصد کانون تا حدی نزدیکتر از مقدار مورد انتظار (با توجه به تم سنگین جمهوری‌خواهی این حوزه انتخابیه) بود.

### ۲۰۰۸
کانون در ۲۰۰۸ میلادی با دو رقیب اولیه مواجه شد: جیسون چیفیتس، تاجر و ارشد کارکنان جان هانتسمن جونیور و دیوید او. لیویت، برادر فرماندار سابق مایک لیویت. در اولین آرای کنوانسیون سنا، چیفتس ۵۹٫۰۱٪ آرا در مقابل آرای ۴۰٫۹٪ کانون کسب نمود. چیفتس چندصد رأی نیاز داشت تا بی درنگ برنده شود. لیویت حذف شد و موجب شد که به‌طور آنی پیروزی کانون تأیید شود. سپس حامیان جوان لیویت وارد تالار کنوانسیون شدند، با علامت‌هایی در حمایت از کانون که «سلت لیک تریبون اینگونه توصیف نمود: «احتمالاً نقض قوانین کنوانسیون است.» این قاعده احتمالاً مربوط به «تدابیر فیزیکی -3(d)» است که می‌گوید: «هیچ علامتی نباید در یا اطراف سکوی صحنه یا در تالار کنوانسیون بین صندلی‌های تالار مجمع اصلی قرار بگیرد، بجز مواردی که توسط حزب ایالت مورد تأیید واقع شده‌اند». در این قانون قرار دادن علامت‌ها در تالار کنوانسیون ممنوع شده، اما نه حمل یا نگه داشتن علامت‌ها. نایب رئیس ایالت از این حامیان خواست تا تالار را هنگامی که ازشان درخواست شد ترک کرده و خارج شوند.
در رقابت اولیه ۲۴ ژوئن، چیفتس کانون را با حدود ۹۰۰۰ رأی، ۶۰٪–۴۰٪ شکست داد و به حرفه کنگره‌ای کانون پایان داد. سیاست مهاجرت مجدداً مسئله مهمی شد. کانون از ملاقات با چیفتس بعد از انتخابات برای بحث در رابطه با انتقال امتناع ورزید.